# Пета влада Саве Грујића
Пета влада Саве Грујића је била влада Краљевине Србије од 4. октобра 1903. до 8. фебруара 1904.

## Историја
Влада је састављена после избора септембра 1903. Грујићу је поверен мандат на место завереничке владе Јована Авакумовића.
Радикалско-самосталска влада коју је Грујић као личност од компромиса и великог угледа образовао, дошла је после једног преврата да консолидује земљу.

## Чланови владе
| Функција                                               | Слика | Име и презиме      | Детаљи                |
| ------------------------------------------------------ | ----- | ------------------ | --------------------- |
| Председник Министарског савета и министар без портфеља |       | Сава Грујић        |                       |
| Министар иностраних дела                               |       | Андра Николић      |                       |
| Министар унутрашњих дела                               |       | Стојан М. Протић   |                       |
| Министар правде                                        |       | Никола П. Николић  |                       |
| Министар финансија                                     |       | Милић Радовановић  | до 30.11/12.12. 1903. |
| Министар финансија                                     |       | Сава Грујић        | заступник             |
| Министар просвете и црквених дела                      |       | Љубомир Стојановић |                       |
| Министар војни                                         |       | Милан Андрејевић   |                       |
| Министар грађевина                                     |       | Владимир Тодоровић |                       |
| Министар народне привреде                              |       | Тодор Петковић     |                       |